# Frusack
Infiberry, s.r.o., komerčně Frusack je česká firma vyrábějící znovupoužitelné kompostovatelné sáčky, které mají být alternativou k mikrotenovým sáčkům na jedno použití. Mají sloužit na ovoce či zeleninu, jsou vyráběny v Evropě, potažmo v Česku. Společnost vznikla v roce 2016 po kampani na české crowdfundingové platformě HitHit.
Od roku 2020 své sáčky prodává také v obchodním řetězci Albert, mimo Česko působí i v dalších evropských zemích. V březnu 2021 začal jejich obaly jako ekologicky přátelskou alternativu jednorázových obalů používat eshop Econea k dopravě pomocí služby Liftago po Praze. Firmu založily Hana Fořtová a Tereza Dvořáková.